# 近畿大学九州短期大学
近畿大学九州短期大学（きんきだいがくきゅうしゅうたんきだいがく、英語: Kyushu Junior College of Kindai University）は、福岡県飯塚市菰田東1-5-30に本部を置く日本の私立大学。1966年創立、1966年大学設置。大学の略称は近短。

## 概観

### 大学全体
- 福岡県飯塚市に所在する日本の私立短期大学で、設置主体は学校法人近畿大学[1]。
- 1966年に近畿大学女子短期大学として開学。近畿大学グループの短期大学の一つで、近畿大学産業工学部のキャンパスに程近い。開学当初より、2つの学科をもつ。

### 建学の精神（校訓・理念・学是）
- 近畿大学九州短期大学の教育方針は「人に愛され、信頼され、尊敬される人間の育成を期すること」となっている。

### 教育および研究
- 近畿大学九州短期大学には、保育科が設置されており附属幼稚園での教育実習が取り入れられている。生活福祉情報科には、旧来の衣食住ほか福祉やビジネスなどの科目が用意されている。

### 学風および特色
- 近畿大学九州短期大学は2006年度に財団法人短期大学基準協会における第三者評価の結果、「適格」認定を受ける。

## 沿革
- 1966年
  - 3月18日 左記を以て文部省[注 1]より短期大学の設置が認可される[2]。
  - 4月1日 近畿大学女子短期大学（きんきだいがくじょしたんきだいがく 英語:Women's Junior College of Kinki University[注釈 1]）として以下の学科体制にて開学[3]。
    - 家政科 入学定員80名[注釈 2]
    - 保育科  入学定員40名[注釈 2]
- 1967年
  - 1月16日 別科の設置が認められ、以下の課程を設ける[注 2]。
    - 家政専修
      - 第一部 入学定員40名
      - 第二部 入学定員40名
- 1969年
  - 4月1日 保育科の入学定員を40→50に増員[注 3]。
- 1978年
  - 2月10日 通信教育課程の設置が認められ、以下の学科を置く[9]。
    - 保育科 入学定員400名[10]
- 1979年
  - 4月1日 通信教育課程保育科が保母養成施設として指定される[11]。
- 1980年
  - 4月1日 保育科の入学定員を50→100に増員[12]。
- 1989年
  - 4月1日 この年度の入学生より以下の変更あり[13]。
    - 近畿大学女子短期大学→近畿大学九州短期大学[注 4]。
    - 家政科→生活文化科
- 1995年
  - 4月1日 生活文化科を生活情報科に改称[14]。
- 1997年
  - 4月1日 通信教育課程に以下の学科を置く[15]。
    - 生活情報科 入学定員300名
- 2001年
  - 4月1日 各学科の入学定員を以下の通り減員する[16]。
    - 生活情報科 80→生活福祉情報科 50[注 5]
    - 保育科 100→70
- 2010年
  - 4月1日 この年度の入学生より通信教育課程における生活福祉情報科の修業年限を3年制から2年制に短縮[17]。
- 2016年
  - 4月1日 通信教育課程における保育科の修業年限を3年制から2年制に短縮し、400→600に増員[18]。
  - 同 上記の理由により、通信教育課程に保育科の専攻課程[注釈 3]
- 2024年
  - 4月1日 通信教育課程における以下の学科については、この年度で学生募集を最終とする[注 6]
- 2027年
  - 4月1日 生活福祉情報科を、この年度で学生募集を最終とする[21]

## 基礎データ

### 所在地
- 福岡県飯塚市菰田東1-5-30

### 交通アクセス
- JR筑豊本線（福北ゆたか線）飯塚駅下車。

### 象徴
- 近畿大学九州短期大学のカレッジマークは近畿大学と同様、梅をイメージしている[注 7]。

#### 年度別学生数

##### 通学課程
| -      | 家政科 生活文化科 生活情報学科 | 保育科     | 出典     |
| ------ | ------------------------------ | ---------- | -------- |
| 1966年 | 女63                           | 女54       | [ 23 ]   |
| 1967年 | 女109                          | 女145      | [ 24 ]   |
| 1968年 | 女88                           | 女194      | [ 25 ]   |
| 1970年 | 女86                           | 女177      | [ 26 ]   |
| 1971年 | 女96                           | 女167      | [ 27 ]   |
| 1972年 | 女91                           | 女200      | [ 28 ]   |
| 1973年 | 女95                           | 女229      | [ 29 ]   |
| 1975年 | 女103                          | 女286      | [ 30 ]   |
| 1976年 | 女120                          | 女312      | [ 31 ]   |
| 1977年 | 女121                          | 女363      | [ 32 ]   |
| 1978年 | 女127                          | 女334      | [ 33 ]   |
| 1979年 | 女116                          | 女275      | [ 34 ]   |
| 1980年 | 女90                           | 女231      | [ 35 ]   |
| 1981年 | 女84                           | 女238      | [ 36 ]   |
| 1982年 | 女85                           | 女250      | [ 37 ]   |
| 1983年 | 女82                           | 女233      | [ 38 ]   |
| 1984年 | 女99                           | 女214      | [ 39 ]   |
| 1985年 | 女103                          | 女199      | [ 40 ]   |
| 1986年 | 女117                          | 女194      | [ 41 ]   |
| 1987年 | 女142                          | 女203      | [ 42 ]   |
| 1988年 | 女169                          | 女199      | [ 43 ]   |
| 1989年 | 女205                          | 女108      | [ 44 ]   |
| 1990年 | 男1 女215                      | 男2 女170  | [ 45 ]   |
| 1991年 | 男2 女251                      | 男4 女182  | [ 46 ]   |
| 1992年 | 男3 女238                      | 男10 女214 | [ 注 9 ] |
| 1993年 | 男5 女197                      | 男12 女234 | [ 49 ]   |
| 1994年 | 男9 女186                      | 男23 女225 | [ 50 ]   |
| 1995年 | 男12 女185                     | 男20 女229 | [ 51 ]   |
| 1996年 | 男16 女176                     | 男17 女227 | [ 52 ]   |
| 1997年 | 男25 女138                     | 男25 女215 | [ 53 ]   |
| 1998年 | 男20 女130                     | 男21 女188 | [ 54 ]   |
| 1999年 | 男8 女115                      | 男34 女165 | [ 55 ]   |

#### 通信教育課程
| -        | 保育科        | 生活情報学科 | 出典   |
| -------- | ------------- | ------------ | ------ |
| 入学定員 | 400           | 300          | -      |
| 1987年   | 女826         | -            | [ 56 ] |
| 1988年   | 女909         | -            | [ 57 ] |
| 1989年   | 男17 女916    | -            | [ 58 ] |
| 1990年   | 男55 女897    | -            | [ 59 ] |
| 1991年   | 男98 女1017   | -            | [ 60 ] |
| 1992年   | 男130 女1119  | -            | [ 61 ] |
| 1993年   | 男186 女1264  | -            | [ 62 ] |
| 1994年   | 男249 女1685  | -            | [ 63 ] |
| 1995年   | 男298 女1349  | -            | [ 64 ] |
| 1996年   | 男684 女2352  | -            | [ 65 ] |
| 1997年   | 男731 女2787  | 男37 女33    | [ 66 ] |
| 1998年   | 男865 女2977  | 男110 女114  | [ 67 ] |
| 1999年   | 男1045 女3150 | 男160 女193  | [ 68 ] |

## 教育および研究

### 組織

#### 学科

##### 通学課程
- 保育科 入学定員70名[1]
- 生活福祉情報科 入学定員50名[1]

##### 通信教育課程
- 保育科 入学600名[1]
- 生活福祉情報科 入学定員300名[1]

#### 専攻科
- 保育科専攻科[注釈 3]

#### 別科
- 家政専修第一部 入学定員40名[1]
- 家政専修第二部 入学定員40名[1]

#### 取得資格について
- 保育士資格[注 11]と幼稚園教諭二種免許状が保育科にて取得できる。
- 生活情報福祉科[注釈 5]には、かつて中学校教諭二種免許状（家庭）が設置されていた[69]。

#### 附属機関
- 附属図書館

### 研究
- 『近畿大学女子短期大学研究紀要』[注釈 1]
- 『近畿大学九州短期大学研究紀要』[71]
- 『近畿大学九州短期大学通信教育部研究紀要』[72]

## 学生生活

### 部活動・クラブ活動・サークル活動
- 近畿大学九州短期大学のクラブ活動
  - 体育系：テニス・バスケットボール・バドミントン・バレーボール・卓球・剣道ほか
  - 文化系：華道・書道・茶道ほか

### 学園祭
- 近畿大学九州短期大学の学園祭は「梅華祭」と呼ばれ毎年、概ね10月に行われている。

## 施設

### キャンパス
- 1号館
- 2号館
- 3号館
- 4号館
- 体育館
- テニスコート
- グラウンド
- ピアノ練習室
- 絵画制作室
- 学生食堂

### 寮
- 近畿大学九州短期大学には「若草寮」と呼ばれる学生寮がある。

## 対外関係

### 姉妹校
- 近畿大学豊岡短期大学

### 系列校
- 近畿大学
- 近畿大学短期大学部

## シリーズ
- 通信教育部のある短期大学
  - 東京福祉大学短期大学部
  - 聖徳大学短期大学部
  - 自由が丘産能短期大学
  - 帝京短期大学：2009年度より
  - 愛知産業大学短期大学
  - 大阪芸術大学短期大学部
  - 近畿大学短期大学部
  - 近畿大学豊岡短期大学
  - 吉備国際大学短期大学部

## 社会との関わり
- 2007年度、財団法人実務技能協会主催の「秘書検定・ビジネス実務マナー検定」において文部科学大臣賞を受賞している。

## 卒業後の進路について

### 就職について
- 生活福祉情報科（生活情報科を含む）：西日本運送・福岡銀行・九州銀行ほか一般企業への就職者が多い。
- 保育科：保育所への就職が多い。幼稚園への就職者はやや少なめ。

### 編入学・進学実績
- 系列の近畿大学以外では以下の実績がある。
- 生活福祉情報科（生活情報科を含む）：久留米大学・九州産業大学ほか
- 保育科：福岡教育大学ほか

## 附属学校
- 近畿大学九州短期大学附属幼稚園